# (1263) Varsavia
(1263) Varsavia est un astéroïde de la ceinture principale découvert par Sylvain Arend. Son nom évoque la ville de Varsovie, actuelle capitale de la Pologne. 